# Dečani
Dečani (serb. Dečani, serb.-cyrylica Дечани), (alb. Deçan lub Deçani) – miasto w zachodnim Kosowie; w regionie Peć; w pobliżu miasta Peć; liczy 56 tys. mieszkańców (2006). Burmistrzem miasta jest Nazmi Selmanaj. W mieście znajduje się monaster Visoki Dečani.